# Girolamo Amati (liutaio)

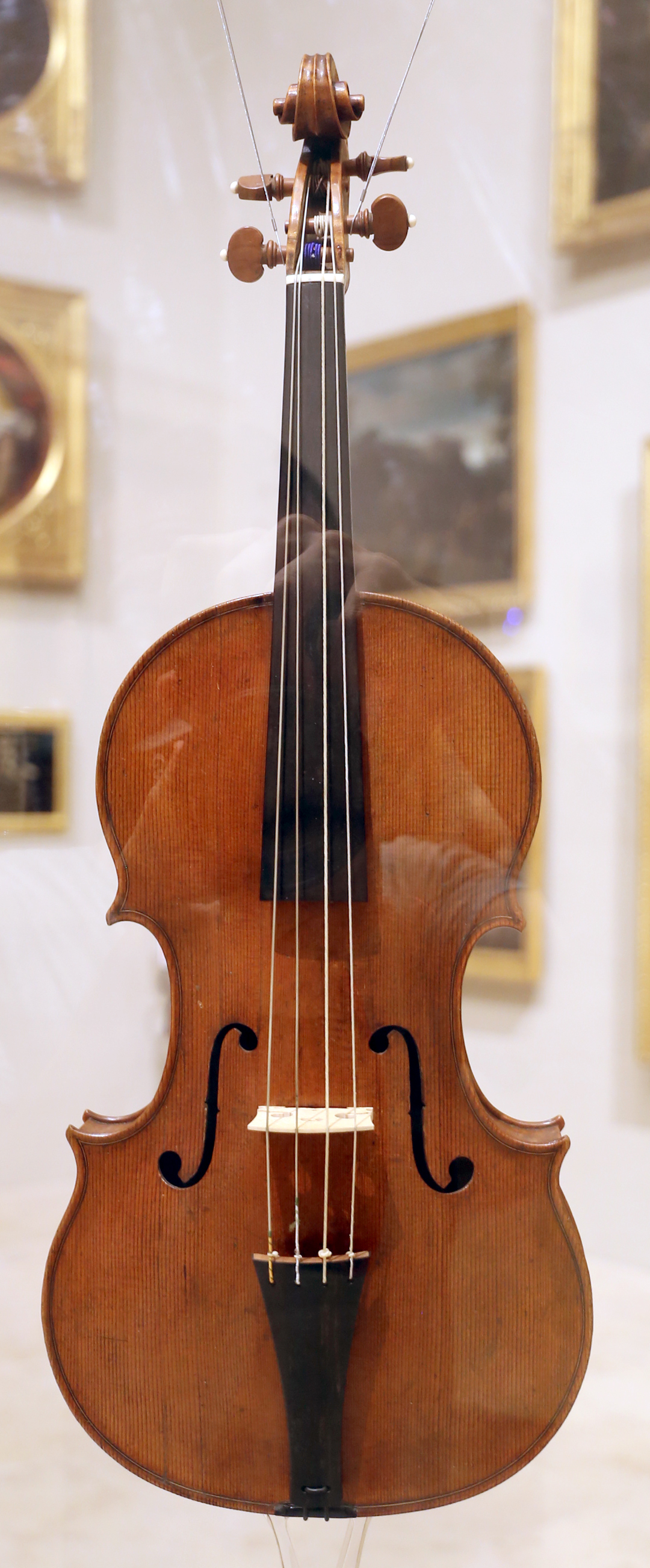
Viola, 1625, Galleria Estense, Modena

Stemma Amati

Girolamo Amati (Cremona, 1561 – 1630) è stato un liutaio italiano.

## Biografia
Figlio di Andrea e fratello di Antonio, lavorò assieme al fratello nella bottega del padre ed insieme a lui affinò la sua tecnica e il suo stile costruttivo.
Girolamo aumentò le dimensioni dello strumento, con una caratteristica apertura di risonanza sulla tavola armonica. I violini che fabbricò assieme al fratello portano l'iscrizione: Antonius et Hieronymus Amati Cremonae Andreae fil.
Dopo il 1624 Girolamo si sposò e si separò dal fratello firmando da solo le sue produzioni che tuttavia furono inferiori a quelle precedenti.